# ФК Гройтер Фюрт
ШФ Гройтер Фюрт (на немски: Spielvereinigung Greuther Fürth, Шпилферайнигунг Гройтер Фюрт) е спортен клуб от град Фюрт, провинция Бавария, Германия, известен преди всичко с футболното си подразделение.

## История
Отборът е основан на 23 септември 1903.

## Стадион
Играе своите мачове на стадион Щадион ам Лаубенвег в град Фюрт, който е с капацитет 18 000 места.

## Успехи
Най-големите успехи на тима са трите шампионски титли на Германия през 1914, 1926 и 1929 г. под името Фюрт.

## Срещи с български отбори
„Гройтер Фюрт“ се е срещал с български отбори в приятелски срещи.

### „Лудогорец“
С „Лудогорец“ се е срещал един път в приятелска среща. Тя се играе на 18 януари 2015 г. в турския курорт Белек и завършва 1 – 0 за „Лудогорец“. Голът за разградчани вкарва Себастиан Ернандес .

## Български футболисти
- Владимир Йонков: 1999 (есен) - (10 мача - 0 гола)
- Асен Караславов: 2007-2012 (90 мача / 24 гола)
- Лукас Петров: 2023-2024 (1 / 0)

## Известни играчи
В продължение на пет години (2007 – 2012) в отбора играе българският футболист Асен Караславов.